# 神奇樹屋
《神奇樹屋》（英語：Magic Tree House）為美國兒童作家瑪麗·波·奧斯本所寫的學習性冒險故事，中国大陆翻譯版本（亦译作《神奇树屋系列》）于2010年4月由湖北少儿出版社出版，台湾翻译版本则由小天下出版。《神奇樹屋》描述了主角傑克和安妮利用神奇樹屋穿梭時空，前往世界各地，有时遇見世界名人，并進入神話中的場景。從2005年出版至今，《神奇樹屋》已出版了56集，在台灣也出版了55集。2009年，《神奇樹屋》开始出版神奇樹屋小百科系列，至今已出版了35集，在台灣則出版了20集。作者奧斯本因神奇樹屋系列而榮獲藍燈書屋的終身成就獎和美國教育平裝書協會的勒丁頓紀念獎。
同名日本動畫電影於2012年1月7日在日本上映。

## 角色介紹
傑克
主角之一，是安妮的哥哥。八歲半，來自蛙溪鎮，做事細心，發現了新事物會馬上記在筆記本上。與妹妹安妮一同冒險。
安妮
主角之一，是傑克的妹妹。七歲，來自蛙溪鎮，個性大膽愛冒險，很喜歡動物。
摩根
神奇樹屋中04集中出場，神奇樹屋的主人，也是圓桌武士的首領兼卡美洛國王亞瑟王的妹妹，來自古老的國度卡美洛，會出任務給傑克和安妮，與哥哥亞瑟王以及大魔法師梅林交情要好。
小潘妮
傑克和安妮在神奇樹屋中40集中從南極帶回給梅林的小企鵝孤兒，在神奇樹屋中45集中被泰迪不小心用咒語給石化。而最後在48集中在傑克和安妮幫忙下讓身上的咒語被解除並且恢復原狀。
泰迪
神奇樹屋中17集中出場，卡美拉的少年魔法師，父親是魔法師，母親是木精靈，曾在神奇樹屋中17集不小心把自己變成小狗，然後在20集中由傑克和安妮幫忙把自己再度變回來，曾在45集中練習石化魔法時不慎將梅林心愛的企鵝小潘妮變成石像，讓傑克和安妮幫忙把小潘妮變回來。
凱薩琳
神奇樹屋中31集中出場，卡美拉的另一個少年魔法師，是塞爾克族，有四十九個姊姊。是泰迪的搭檔。
大魔法師梅林
神奇樹屋中29集中出場，與圓桌武士的首領兼卡美洛國王亞瑟王和其妹摩根交情要好，跟摩根一樣會出任務給傑克和安妮，在神奇樹屋中40集中將傑克和安妮從南極帶來的小企鵝孤兒小潘妮當做自己的家人。
亞瑟王
圓桌武士的首領兼卡美洛國王與格妮薇皇后的丈夫，更是摩根的哥哥，與梅林交情要好，經常被摩根提及，然後在神奇樹屋中24集中出場，他在神奇樹屋中21集中面臨危機時後，摩根委託傑克和安妮都會帶給他希望與勇氣。
格妮薇
神奇樹屋中29集中出場，是卡美洛的皇后，也是亞瑟王的妻子。

## 劇情簡介
蛙溪鎮的傑克和安妮意外地在森林裡發現了一座神奇樹屋，發現了只要在樹屋中指著書裡的文字或圖片許願就可以抵達那個地方，他們倆使用這個神奇樹屋穿越時空，完成神奇樹屋的主人摩根交給他們的任務，並且在其中學到了許多新的知識、深刻的道理及美好的品德。

## 神奇樹屋小說
小說各集標題、出版日期及冒險的地點與國家，截至2019年7月台灣由遠見‧天下文化-未來親子學習平台「小天下」 （页面存档备份，存于）出版至55集，截至2016年6月美國已出版55集。有顏色區隔為暫時翻譯，日後正式出版可能翻譯不同，僅供參考。
| 集數 | 原文書名                        | 中文書名       | 出版日期       | 冒險年代          | 國家與地點              |
| 01   | Dinosaurs Before Dark           | 恐龍谷大冒險   | 2005年6月15日  | 西元前6500萬年    | 美國蒙大拿州 （白堊紀） |
| 02   | The Knight at Dawn              | 黑夜裡的騎士   | 2005年7月5日   | 西元11世紀        | 中世紀英國              |
| 03   | Mummies in the Morning          | 木乃伊之謎     | 2005年8月15日  | 西元18世紀        | 古埃及                  |
| 04   | Pirates Past Noon               | 海盜的藏寶圖   | 2005年8月15日  | 西元18-19世紀     | 美國 加勒比海           |
| 05   | Night of the Ninjas             | 忍者的秘密     | 2005年10月20日 | 西元10世紀        | 古日本                  |
| 06   | Afternoon on the Amazon         | 雨林大驚奇     | 2005年10月20日 |                   | 亞馬遜森林              |
| 07   | Sunset of the Sabertooth        | 冰原上的劍齒虎 | 2005年12月15日 | 西元前260萬年     | 法國 （冰河期）         |
| 08   | Midnight on the Moon            | 漫遊到月球     | 2005年12月15日 | 西元2030年        | 月球                    |
| 09   | Dolphins at Daybreak            | 與海豚共舞     | 2006年2月15日  |                   | 太平洋                  |
| 10   | Ghost Town at Sundown           | 鬼城裡的牛仔   | 2006年2月15日  | 西元19世紀初      | 新墨西哥州 德州         |
| 11   | Lions at Lunchtime              | 非洲草原逃生記 | 2006年4月13日  |                   | 非洲 肯亞               |
| 12   | Polar Bears Past Bedtime        | 愛上北極熊     | 2006年4月13日  |                   | 北極                    |
| 13   | Vacation Under the Volcano      | 龐貝城的末日   | 2006年9月1日   | 西元79年8月24日   | 古羅馬 龐貝城           |
| 14   | Day of the Dragon King          | 古墓裡的兵馬俑 | 2006年9月1日   | 西元前259年       | 中國                    |
| 15   | Viking Ships at Sunrise         | 逃離維京海盜   | 2006年11月1日  | 西元15世紀        | 古愛爾蘭                |
| 16   | Hour of the Olympics            | 勇闖古奧運     | 2006年11月1日  | 西元1896年        | 希臘 雅典               |
| 17   | Tonight on the Titanic          | 鐵達尼驚魂記   | 2007年1月1日   | 西元1912年4月15日 | 鐵達尼號船上            |
| 18   | Buffalo Before Breakfast        | 印地安傳奇     | 2007年1月1日   | 西元20世紀        | 北美洲大草原            |
| 19   | Tigers at Twilight              | 印度叢林大逃亡 | 2007年3月1日   |                   | 印度                    |
| 20   | Dingoes at Dinnertime           | 搶救無尾熊     | 2007年3月1日   |                   | 澳大利亞                |
| 21   | Civil War on Sunday             | 戰地裡的天使   | 2007年5月1日   | 西元1861-1865年   | 美國 維吉尼亞州         |
| 22   | Revolutionary War on Wednesday  | 遇見華盛頓     | 2007年5月1日   | 西元1775年        | 美國 德拉瓦河           |
| 23   | Twister on Tuesday              | 衝出龍捲風     | 2007年7月1日   | 西元1870年        | 美國東西部              |
| 24   | Earthquake in the Early Morning | 絕命大地震     | 2007年7月1日   | 西元1906年4月18日 | 美國 舊金山             |
| 25   | Stage Fright on a Summer Night  | 莎士比亞的舞台 | 2007年9月28日  | 西元1600年代      | 英國                    |
| 26   | Good Morning, Gorillas          | 再見大猩猩     | 2007年10月2日  |                   | 非洲中部山區雨林        |
| 27   | Thanksgiving on Thursday        | 難忘的感恩節   | 2007年12月1日  | 西元1620年代      | 美國 麻州               |
| 28   | High Tide in Hawaii             | 逃出大海嘯     | 2007年12月1日  |                   | 美國 夏威夷             |
| 29   | Christmas in Camelot            | 消失的圓桌武士 | 2008年2月1日   | 西元中古世紀傳說  | 卡美拉王國              |
| 30   | Haunted Castle on Hallows Eve   | 幽靈城堡的寶藏 | 2008年2月1日   | 西元中古世紀傳說  | 卡美拉王國              |
| 31   | Summer of the Sea Serpent       | 驚天大海怪     | 2008年4月1日   | 西元中古世紀傳說  | 卡美拉王國              |
| 32   | Winter of the Ice Wizard        | 獨眼冰巫師     | 2008年4月1日   | 西元中古世紀傳說  | 卡美拉王國              |
| 33   | Carnival at Candlelight         | 瘋狂嘉年華     | 2008年6月1日   | 西元18世紀        | 義大利 威尼斯           |
| 34   | Season of the Sandstorms        | 飛毯奇遇記     | 2008年6月1日   | 西元762年-1285年  | 伊拉克 巴格達           |
| 35   | Night of the New Magicians      | 魔法師大對決   | 2008年7月31日  | 西元1889年        | 法國 巴黎               |
| 36   | Blizzard of the Blue Moon       | 拯救獨角獸     | 2008年8月1日   | 西元1938年        | 美國 紐約               |
| 37   | Dragon of the Red Dawn          | 江戶城雲龍傳說 | 2009年3月27日  | 西元1682年        | 日本 東京               |
| 38   | Monday with a Mad Genius        | 瘋狂天才達文西 | 2009年6月30日  | 西元16世紀        | 義大利 佛羅倫斯         |
| 39   | Dark Day in the Deep Sea        | 深海大章魚     | 2009年9月30日  | 西元1872年        | 太平洋                  |
| 40   | Eve of the Emperor Penguin      | 擁抱南極企鵝   | 2009年12月30日 | 西元2008年        | 南極洲                  |
| 41   | Moonlight on the Magic Flute    | 月光下的魔笛   | 2010年3月30日  | 西元1762年        | 奧地利 維也納           |
| 42   | A Good Night for Ghosts         | 鬼屋裡的音樂家 | 2010年9月30日  | 西元1915年        | 美國 紐奧良州           |
| 43   | Leprechaun in Late Winter       | 愛爾蘭任務     | 2011年4月28日  | 西元1862年        | 愛爾蘭 哥爾威           |
| 44   | A Ghost Tale for Christmas Time | 狄更斯的耶誕頌 | 2011年7月28日  | 西元1843年        | 英國 倫敦               |
| 45   | A Crazy Day With Cobras         | 印度尋寶記     | 2012年3月30日  | 西元17世紀        | 印度 阿格拉             |
| 46   | Dogs in the Dead of Night       | 阿爾卑斯山歷險 | 2012年9月25日  | 西元1800年        | 瑞士 阿爾卑斯山         |
| 47   | Abe Lincoln at Last!            | 希望之父林肯   | 2013年3月28日  | 西元1861年3月     | 美國 華盛頓特區         |
| 48   | A Perfect Time for Pandas       | 大貓熊救援行動 | 2013年3月28日  | 西元2008年5月12日 | 中國四川 臥龍鎮         |
| 49   | Stallion by Starlight           | 星光下的戰馬   | 2014年5月20日  | 西元前344年       | 古希臘 馬其頓           |
| 50   | Hurry Up, Houdini!              | 大魔術師胡迪尼 | 2014年9月30日  | 西元1908年6月22日 | 美國紐約 康尼島         |
| 51   | High Time For Heroes            | 南丁格爾的夢想 | 2015年4月23日  | 西元19世紀        | 埃及 底比斯             |
| 52   | Soccer on Sunday                | 星期天的足球賽 | 2015年10月28日 | 1970年代          | 墨西哥                  |
| 53   | Shadow of the Shark             | 鯨鯊大奇航     | 2017年6月26日  | 西元1017年        | 墨西哥-猶加敦半島       |
| 54   | Balto of the Blue Dawn          | 極地冰狗任務   | 2018年1月5日   | 西元1925年        | 美國阿拉斯加 諾姆       |
| 55   | Night of the Ninth Dragon       | 尋找黃金龍     | 2019年7月8日   | 西元中古世紀傳說  | 卡美拉王國              |

## 神奇樹屋小百科
本條目介紹神奇樹屋小百科各話及對應之小說本數。美國與台灣出版的順序不同，故台灣並沒全部出版。截至2015年10月台灣由遠見‧天下文化-未來親子學習平台「小天下」 （页面存档备份，存于）已出版20集，美國已出版35集。
有顏色區隔為暫時翻譯，日後正式出版可能翻譯不同，僅供參考。
| 集數 | 台灣集數 | 原文書名                                             | 中文書名                     | 美國出版日期 | 台灣出版日期 | 對應小說集數      |
| 01   | 01       | Dinosaurs                                            | 恐龍                         | 2000/8/01    | 2009/3/27    | 01 恐龍谷大冒險   |
| 02   | 02       | Knights and Castles                                  | 騎士與城堡                   | 2000/8/01    | 2009/6/30    | 02 黑夜裡的騎士   |
| 03   | 03       | Mummies and Pyramids                                 | 木乃伊與金字塔               | 2001/2/27    | 2009/9/30    | 03 木乃伊之謎     |
| 04   | 04       | Pirates                                              | 海盜                         | 2000/5/22    | 2009/12/30   | 04 海盜的藏寶圖   |
| 05   | 05       | Rain Forests                                         | 雨林                         | 2001/12/25   | 2010/3/31    | 06 雨林大驚奇     |
| 06   | 07       | Space                                                | 太空                         | 2002/2/26    | 2010/6/30    | 08 漫遊到月球     |
| 07   | 12       | Titanic                                              | 鐵達尼號                     | 2002/8/27    | 2011/9/30    | 17 鐵達尼驚魂記   |
| 08   | 13       | Twisters and Other Terrible Storms                   | 龍捲風與颶風                 | 2003/2/05    | 2012/4/26    | 01 恐龍谷大冒險   |
| 09   | 08       | Dolphins and Sharks                                  | 海豚與鯊魚                   | 2000/8/01    | 2009/3/27    | 09 與海豚共舞     |
| 10   | 11       | Ancient Greece and the Olympics                      | 古希臘與奧林匹克             | 2004/6/01    | 2011/4/28    | 16 勇闖古奧運     |
| 11   |          | American Revolution                                  | 美國革命                     | 2004/9/14    |              | 22 遇見華盛頓     |
| 12   | 06       | Sabertooths and the Ice Age                          | 劍齒虎與冰河時期             | 2005/2/01    | 2010/6/30    | 07 冰原上的劍齒虎 |
| 13   | 11       | Pilgrims                                             | 朝聖者                       | 2005/9/01    |              | 27 難忘的感恩節   |
| 14   | 10       | Ancient Rome and Pompeii                             | 古羅馬與龐貝城               | 2006/4/25    | 2010/12/31   | 13 龐貝城的末日   |
| 15   | 14       | Tsunamis and Other Natural Disasters                 | 地震與海嘯                   | 2007/2/27    | 2012/4/26    | 28 逃出大海嘯     |
| 16   | 09       | Polar Bears and the Arctic                           | 北極熊與北極                 | 2007/12/25   | 2010/12/31   | 12 愛上北極熊     |
| 17   | 16       | Sea Monsters                                         | 大海怪                       | 2008/3/25    | 2013/11/27   | 39 深海大章魚     |
| 18   | 17       | Penguins and Antarctica                              | 企鵝與南極                   | 2008/12/23   | 2014/5/12    | 40 擁抱南極企鵝   |
| 19   | 15       | Leonardo da Vinci                                    | 達文西                       | 2009/1/13    | 2013/11/27   | 38 瘋狂天才達文西 |
| 20   |          | Ghosts                                               | 鬼                           | 2009/7/28    |              | 42 鬼屋裡的音樂家 |
| 21   |          | Leprechauns and Irish Folklore                       | 妖精和愛爾蘭民俗             | 2010/1/12    |              | 43 愛爾蘭任務     |
| 22   |          | Rags and Riches: Kids in the Time of Charles Dickens | 貧窮和富有：狄更斯時期的孩子 | 2010/9/14    |              | 44 狄更斯的耶誕頌 |
| 23   | 18       | Snakes and Other Reptiles                            | 蛇與爬行類                   | 2011/1/11    | 2014/9/26    | 45 印度尋寶記     |
| 24   | 19       | Dog Heroes                                           | 狗英雄                       | 2011/8/09    | 2015/5/21    | 46 阿爾卑斯山歷險 |
| 25   |          | Abraham Lincoln                                      | 亞伯拉罕˙林肯                | 2011/11/27   |              | 47 希望之父林肯   |
| 26   | 20       | Pandas and Other Endangered Species                  | 大貓熊與瀕危物種             | 2012/7/24    | 2015/10/07   | 48 大貓熊救援行動 |
| 27   |          | Horse Heroes                                         | 馬英雄                       | 2013/3/26    |              | 49 星光下的戰馬   |
| 28   |          | Heroes for All Times                                 | 所有時代的英雄               | 2014/1/07    |              | 51 南丁格爾的夢想 |
| 29   |          | Soccer                                               | 足球                         | 2014/5/27    |              | 52 星期天的足球賽 |
| 30   |          | Ninjas and Samurai                                   | 忍者和武士                   | 2014/9/23    |              | 05 忍者的秘密     |
| 31   |          | China: Land of the Emperor's Great Wall              | 中國：皇帝的長城             | 2014/12/23   |              | 14 古墓裡的兵馬俑 |
| 32   |          | Sharks and Other Predators                           | 鯊魚和其他肉食動物           | 2015/6/23    |              | 53 鯨鯊大奇航     |
| 33   |          | Vikings                                              | 維京人                       | 2015/9/22    |              | 15 逃離維京海盜   |
| 34   |          | Dogsledding and Extreme Sports                       | 狗拉雪橇和極限運動           | 2016/1/05    |              | 54 極地冰狗任務   |
| 35   |          | Dragons and Mythical Creatures                       | 龍和神話生物                 | 2016/6/26    |              | 55 尋找黃金龍     |

## 外部連結
- 遠見‧天下文化-未來親子學習平台『小天下』 （页面存档备份，存于）
- 官方网站